# Eggetunnel
Der Eggetunnel ist ein 2880 m langer Eisenbahntunnel der Bahnstrecke Hamm–Warburg, der zwischen den ostwestfälischen Städten Willebadessen und Lichtenau das Eggegebirge durchquert. Er wurde von 1996 bis 2003 gebaut und ersetzte damit eine weiter östlich verlaufende oberirdische Trassierung.
In den Tunnel wurden 75 Millionen Euro investiert.

## Verlauf
Der Tunnel ist Bestandteil der Mitte-Deutschland-Verbindung Dortmund–Kassel–Chemnitz. Seit den 1980er Jahren wurde geplant, die Verbindung von Dortmund, Paderborn und Bielefeld via Warburg zum ICE-Bahnhof Kassel-Wilhelmshöhe für den Hochgeschwindigkeitsverkehr auszubauen. Darüber hinaus verlief die Bestandstrasse über instabiles Gelände und wurde durch eine Hangabrutschung beschädigt.
Im Bereich der Eggequerung wurde die Strecke daraufhin auf einer Länge von 12,85 km neu trassiert. Der Eggekamm zwischen Paderborner Berg und Glaseberg wird jetzt mit einem Tunnel unterfahren, der für 200 km/h ausgelegt ist, die Signaltechnik (fehlende Linienzugbeeinflussung bzw. ETCS) lässt derzeit aber nur 160 km/h zu. Der Bahnhof Neuenheerse wurde aufgegeben; der Bahnhof Willebadessen wurde im Zusammenhang mit dem Tunnelbau völlig umgebaut und wieder für den Personenverkehr geöffnet.
Im Tunnel besteht ein Begegnungsverbot von Reise- und Güterzügen.
Für den Neubauabschnitt musste teilweise eine 70 m breite Schneise durch den Wald geschlagen werden. Als Ausgleichsmaßnahmen wurden zwei Waldgebiete über eine neu angelegte 68 ha umfassende Waldfläche miteinander verbunden.
Der Tunnel wird von einzelnen ICE der Linie 41, InterCity der Linie 50 MDV, Regional- und Güterzügen durchfahren. Beim ICE handelt es sich um die Verbindung Darmstadt–Düsseldorf–München/München–Düsseldorf–Wiesbaden. Die IC-Züge durchfahren den Tunnel im Zwei-Stunden-Takt (mit zahlreichen Takteinschränkungen und -lücken).

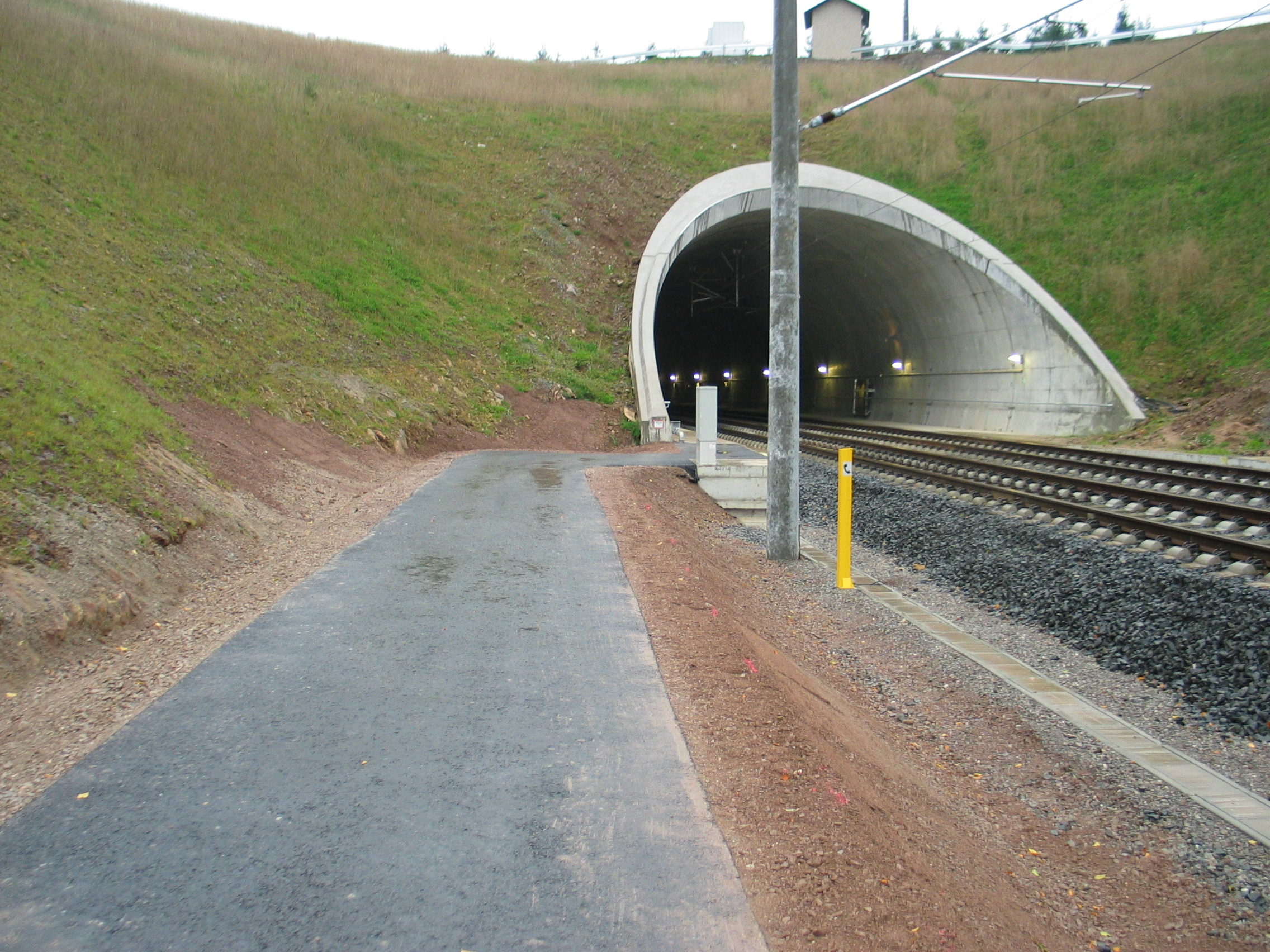
Das Nordportal bei Asseln
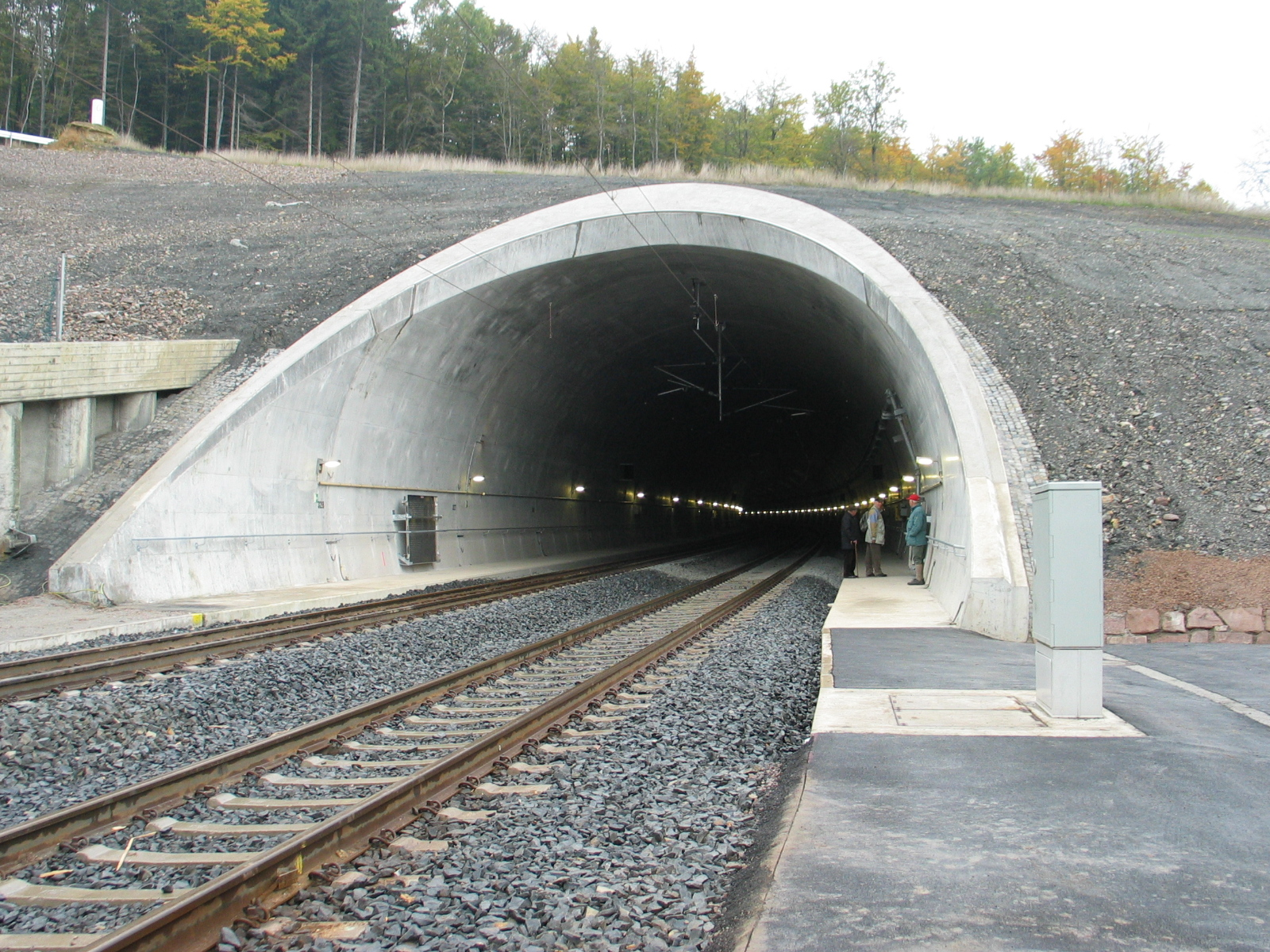
Das Südportal bei Willebadessen
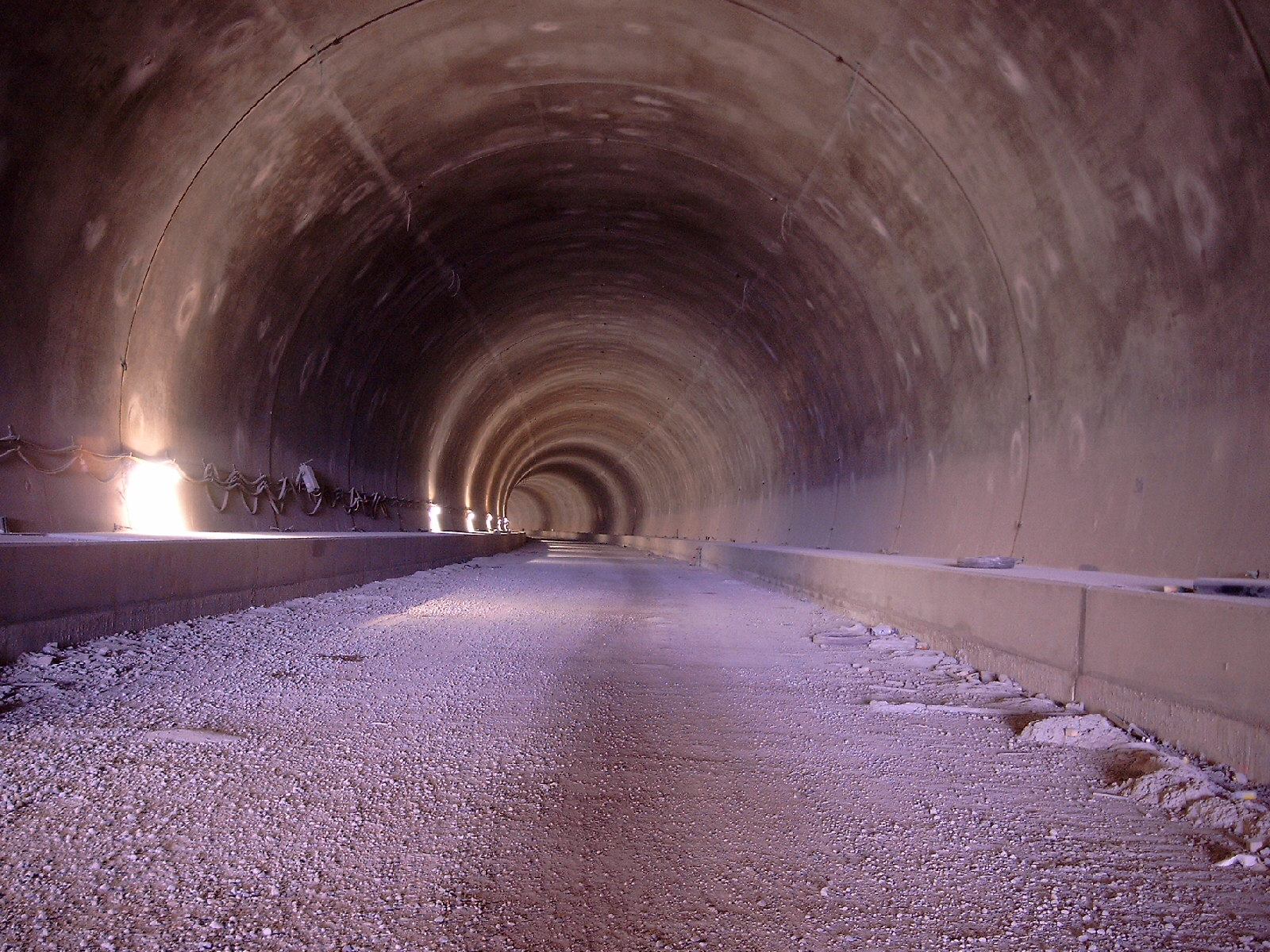
Der im Rohbau fertiggestellte Tunnel (2001)
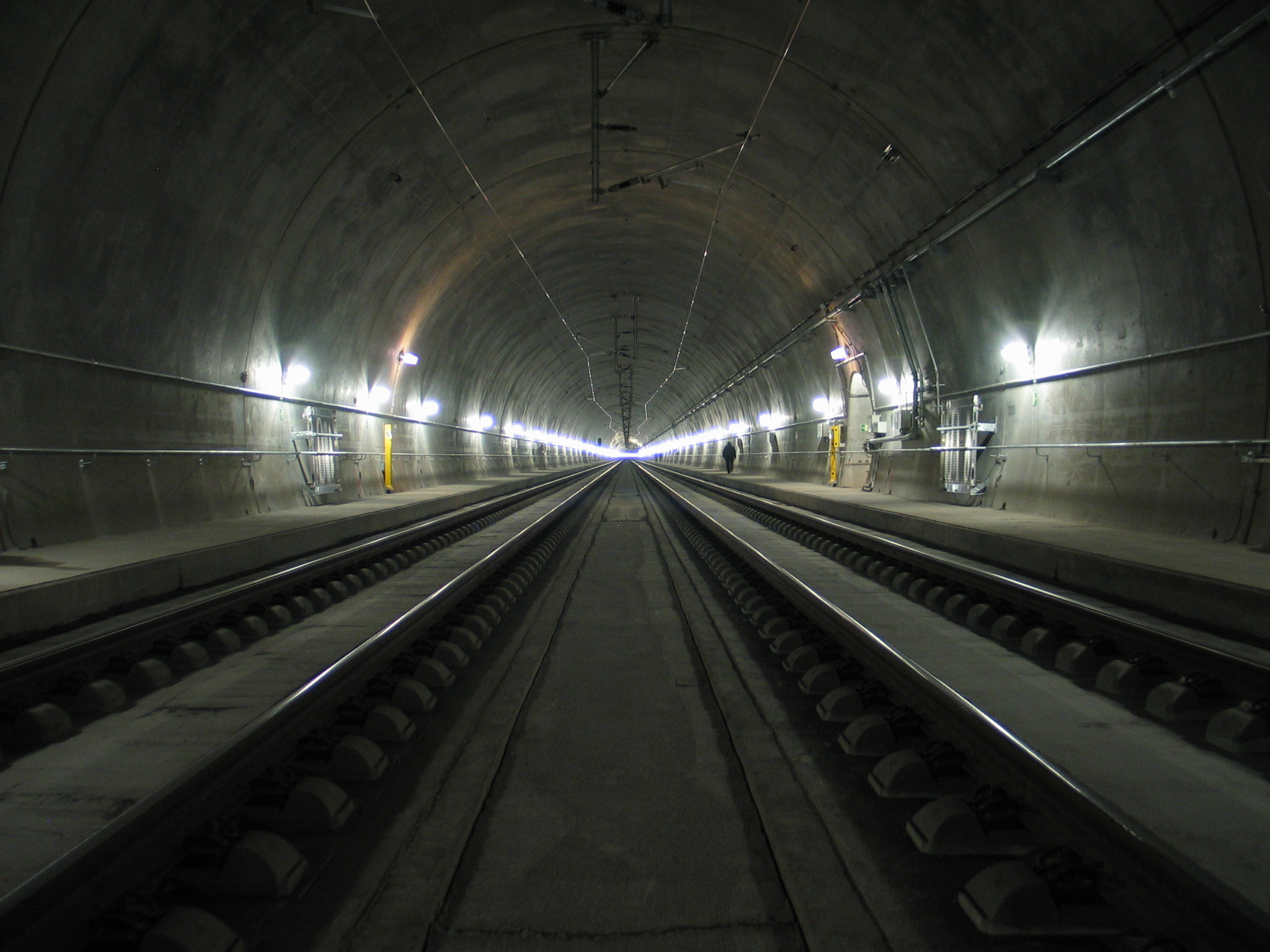
Die lange Gerade, kurz vor Aufnahme der Zugbetriebs (Oktober 2003)

## Geschichte
Bereits 1847 war ein Tunnel bei Willebadessen geplant, der sich aber als zu aufwändig erwies und mit zum Konkurs der Köln-Minden-Thüringischen-Verbindungs-Eisenbahn-Gesellschaft (KMTVEG) führte. Die Königlich-Westfälische Eisenbahn-Gesellschaft, die das Streckenprojekt übernommen hatte, baute daraufhin die oberirdische, aber ungünstig trassierte Eisenbahn.
Der bis 2003 benutzte Abschnitt zwischen Warburg und Altenbeken wurde am 4. Oktober 1850 eröffnet. Er führte östlich des Glaseberges über Neuenheerse und Herbram-Wald. Diese alte Trasse wurde mehrfach bei Hangrutschen zerstört. Zudem ließ sie nur mittlere Geschwindigkeiten zu.
Der 12,9 km lange Neubaustreckenabschnitt mit dem Tunnel wurde zum Fahrplanwechsel am 12. Dezember 2003 in Betrieb genommen. Infolge von Wassereinbrüchen verzögerten sich die Bauarbeiten um etwa ein Jahr.
Am 8. November 2008 fand im Tunnel eine Kommunikations- und Rettungsübung mit 190 Einsatzkräften der umgebenden Ortschaften statt. Eine weitere Übung mit über 900 beteiligten Rettungskräften und 100 Fahrzeugen aus den Kreisen Paderborn und Höxter fand in der Nacht vom 9. auf den 10. April 2011 statt.
Zudem waren auch aus dem Kreis Lippe einige Fahrzeuge des Deutschen Roten Kreuzes und der Abteilung Bevölkerungsschutz an der Übung beteiligt. Zudem wurde ein Abrollcontainer des Kreises Höxter durch ein Trägerfahrzeug der Freiwilligen Feuerwehr Holzminden (Niedersachsen) transportiert.